# Körmozgás
Körmozgásról akkor beszélünk, ha egy elhanyagolható nagyságú test (tömegpont) vagy egy kiterjedt test egy pontja körpálya mentén mozog.

## A körmozgás jellemzői

### Egyenletes körmozgás
A körmozgás egyenletes, ha a körpályán egyenlő időközök alatt – bármilyen kicsinyek is ezek – egyenlő utakat tesz meg, mindig ugyanabban a körülfutási irányban. A t idő alatt megtett s út (ívhosszúság) tehát arányos az idővel:
{\displaystyle s=v\cdot t},

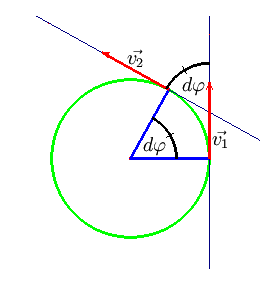

ahol a v állandó a sebesség nagyságát jelenti. A v sebességvektor iránya a pálya érintőjének iránya, amely pontról pontra változik, és így a mozgás gyorsuló mozgás.
A gyorsulás definíciója szerint
{\displaystyle \mathrm {a} (t)={\dot {v}}(t)\,={\frac {\mathrm {d} \mathrm {v} (t)}{\mathrm {d} t}}=\lim _{\Delta t\rightarrow 0}{\frac {\mathrm {\Delta v} }{\mathrm {\Delta t} }}\sim \lim _{\Delta \varphi \rightarrow 0}{\frac {\mathrm {\Delta v} }{\mathrm {\Delta \varphi } }}=\lim _{\Delta \varphi \rightarrow 0}{\frac {\mathrm {v_{2}-v_{1}} }{\mathrm {\Delta \varphi } }}},
vagyis a gyorsulásvektor iránya megegyezik a {\displaystyle \mathrm {v_{2}-v_{1}} } vektoréval, azaz a körmozgás középpontja felé mutat.
Ez az állandó nagyságú, de folytonosan változó (egyfolytában a középpont felé mutató) irányú gyorsulás az ún. centripetális gyorsulás (más néven normális vagy radiális gyorsulás).
A körmozgást legegyszerűbb polárkoordináta-rendszerben vizsgálni, azaz a {\displaystyle \varphi (t)} szögelfordulás függvénnyel.
Az egyenletes körmozgást általában a szögsebességgel (jele {\displaystyle \omega }) szokták jellemezni. Ez megadja a helyvektor és a kezdeti helyvektor által bezárt szög ({\displaystyle \varphi }) változását:
{\displaystyle \omega ={\frac {d\varphi }{dt}}={\frac {2\pi }{T}}}
A test érintőirányú (tangenciális) sebességét (kerületi sebességét) a következőképpen számíthatjuk ki:
{\displaystyle v_{t}={\frac {ds}{dt}}=r\cdot {\frac {d\varphi }{dt}}=r\cdot \omega ={\frac {2\pi r}{T}}},
ahol az r a kör sugarát jelöli és {\displaystyle s=r\cdot \varphi } a körmozgást végző test útfüggvénye, továbbá
Periódusidő (jele: T),
jelentése: egy kör megtételéhez szükséges idő.
Frekvencia (jele: f), fordulatszám (jele: n),
jelentésük: az időegység alatt megtett körök száma; az egy kör megtételéhez szükséges idő (T) reciprok értéke (1/T), mértékegységeik: 1/s = Hz (Heinrich Hertz nevéből).
Az {\displaystyle \omega } szögsebességet körfrekvenciának is szokták nevezni, mert az f frekvenciával a következő kapcsolatban áll: :{\displaystyle \omega =2\pi \cdot f}. Mértékegysége: radián/s

## Nem egyenletes körmozgás
Az egyenletesen változó sebességű körmozgásnál a körmozgás változását leíró mennyiség a szöggyorsulás (jele {\displaystyle \mathbf {\beta } }), ez a szögsebesség ({\displaystyle \omega }) időbeni változását fejezi ki:
{\displaystyle \beta ={\frac {d\omega }{dt}}}
A test érintőirányú (tangenciális) gyorsulását kiszámíthatjuk a szöggyorsulásból:
{\displaystyle a_{t}={dv \over dt}=\beta \cdot r}
A szöggyorsulás a körmozgásban több szempontból is analóg a lineáris gyorsulással. A {\displaystyle \beta } – idő grafikonból a görbe alatti terület megadja a szögsebességet, {\displaystyle \omega } – idő grafikonban a görbe tetszőleges pontjában húzott érintő meredeksége adja a pillanatnyi szöggyorsulást.